# ローレンス・C・テイラー (護衛駆逐艦)
ローレンス・C・テイラー (USS Lawrence C. Taylor, DE-415) は、アメリカ海軍の護衛駆逐艦。ジョン・C・バトラー級。
艦名は、ソロモン諸島の戦いで戦死したローレンス・コバーン・テイラー（Lawrence Coburn Taylor）海兵隊予備少尉に因む。1942年8月24日、第212海兵戦闘飛行隊（VMF-212）に所属していたコバーンは、ガダルカナル島のヘンダーソン飛行場を爆撃しようとした日本海軍爆撃機を迎撃するためグラマンF4F-4ワイルドキャット（シリアルナンバー02084）のエンジン故障を自ら修理し離陸、交戦において爆撃機1機を共同撃墜した後に自らも撃墜され作戦行動中行方不明（MIA）となったことでシルバースターを授与された。本艦は、彼に因み命名された初の艦であった。

## 艦歴
「ローレンス・C・テイラー」は1943年12月20日にテキサス州ヒューストンのブラウン造船所で起工。1944年1月29日にコバーンの母であるローレンス・H・テイラー夫人の手で進水し、1944年5月13日に初代艦長R・カリナン・ジュニア少佐の指揮下で就役した。
整調後、「ローレンス・C・テイラー」は1944年8月6日にニューヨークを出航して中部太平洋に向かい、8月29日に真珠湾へ到着した。10月16日に同地を出航し、フィリピン海で護衛空母「アンツィオ」を中心とするハンターキラー・グループに合流した。

### フィリピン
レイテ島近海で作戦活動中だった11月18日、対潜哨戒活動は14時間に及ぶ日本潜水艦捜索の末に報われた。「ローレンス・C・テイラー」は「アンツィオ」から発艦した2機の艦上機と協働し、ヘッジホッグ対潜迫撃砲を用いて「伊41」を撃沈した。
12月、激しい台風が島々を襲ったにもかかわらず「ローレンス・C・テイラー」らハンターキラー・グループは、レイテ島とルソン島沖の海域を活発に哨戒した。1945年1月3日、「ローレンス・C・テイラー」は第3艦隊の艦艇と共に出撃し、1月9日のリンガエン湾上陸作戦を支援した。その後も引き続き哨戒任務に就き、ルソン島沖で敵潜水艦を捜索するとともに、島への海上輸送阻止に従事した。

### 硫黄島
硫黄島が次の目標に選ばれると、「ローレンス・C・テイラー」は2月12日にサイパン島を出航し、同地での戦闘に加わった。2月16日に硫黄島沖に到着すると、続く3日間、上陸支援を行う護衛空母群を護衛した。海兵隊が2月19日に上陸した後、「ローレンス・C・テイラー」は哨戒と支援任務に就いた。
上陸から2日後、護衛空母「ビスマーク・シー」が特攻機に突入され沈没すると、「ローレンス・C・テイラー」は救援活動に参加した。絶え間ない空襲の脅威の中、「ローレンス・C・テイラー」は3月初旬まで硫黄島沖での作戦活動を続けた。

### 沖縄
硫黄島での勝利は、次の作戦である沖縄戦へと繋がった。3月26日に沖縄沖に到着し、復活祭の日曜日の攻撃に先立って対潜掃討を行った。敵潜水艦による海上補給路に対する攻撃阻止任務を負い、6月までこの活動を続けた。
その後、「ローレンス・C・テイラー」は日本本土空襲を行うジョン・S・マケイン提督の高速空母任務部隊に同行した。この活動における対潜哨戒は、7月16日0747時に「アンツィオ」の艦上機が敵潜水艦を発見し攻撃する成果をもたらした。そして1140時、「ローレンス・C・テイラー」はヘッジホッグ攻撃で「伊13」を沈め、2度目の敵潜水艦撃沈を記録した。
「ローレンス・C・テイラー」は日本の降伏まで第3艦隊において作戦活動を続けた。9月5日に沖縄を出航して第7艦隊に加入、占領部隊を朝鮮と中国に上陸させた。12月26日まで占領任務に従事し、その後沖縄を出航して帰国した。

### 戦後
1946年1月15日、カリフォルニア州サンフランシスコに到着した「ローレンス・C・テイラー」は西海岸に留まり、4月23日にカリフォルニア州サンディエゴで退役した。「ローレンス・C・テイラー」は太平洋予備役艦隊で保管されたが、その後は再就役することがないまま1972年12月1日に除籍された。「ローレンス・C・テイラー」の艦体は1973年9月12日にスクラップとして売却され、解体された。

## 栄典
「ローレンス・C・テイラー」は第二次世界大戦の戦功で7個の従軍星章を受章したほか、以下の勲章を受章した。
- 戦闘交戦リボン（英語版）（遡及）
- アメリカ戦役勲章
- アジア・太平洋戦役勲章（英語版） … 星章7個付き
- 第二次世界大戦戦勝記念章
- フィリピン解放勲章（英語版）